# Germain de Brie
Germain de Brie (* 1490 in Auxerre; † 1538 in Paris; latinisierte Schreibweise Germanus Brixius) war ein französischer Humanist.
Germain de Brie war ein Studienfreund von Heinrich Cornelius Agrippa von Nettesheim. De Brie war ab 1508 Schüler von Johannes Laskaris und zeit seines Lebens auch mit Erasmus von Rotterdam befreundet. Er war Sekretär des Bischofs von Albi, Lois de Amboise und 1512 dann auch von Königin Anne de Bretagne. Zwischen 1517 und 1520 hatte er eine literarische Kontroverse mit Thomas Morus. Germain de Brie war später Archidiakon von Albi.
Die Chordigerae navis conflagratio besang die Marie la Cordelìere, das in der Seeschlacht von Saint Mathieu in heroischem Kampf gesunkene Flaggschiff des Herzogtums Bretagne.

## Werke und Ausgaben
- Chordigerae navis conflagratio. Paris 1513
- Antimorus. Paris 1519
- Epitaphien für Erasmus (entst.1536), in Catalogi duo operum Desiderii Erasmi. Basel 1537